# Umvolkung
Umvolkung is een Duitse term uit het nationaalsocialisme dat gebruikt werd voor het germaniseren van geschikte bevolkingsgroepen buiten Nazi-Duitsland om op die manier het Duitse volk te doen groeien. De nazi's zagen dan ook Umvolkung als iets nastrevenswaardigs.

## Geschiedenis
In nazi-Duitsland hanteerde de latere SS-officier Hans Joachim Beyer (1908–1971) het begrip 'Umvolkung' of 'Umrassung' al in 1935, waarbij hij het definieerde als een bewuste of onbewuste verandering van de persoonlijke ras-eigenschappen, met name door gemengde huwelijken. Het hele proces van omvolken (bijvoorbeeld tot Ariër) zou meerdere generaties in beslag nemen en zou alleen goed mogelijk zijn tussen verwante volkeren ("artverwandten Völkern").
Beyers theorie speelde vanaf 1940 een grote rol in Heinrich Himmlers "Generalplan Ost", bij de germanisering van oostelijke voormalig Duitse gebieden die na de Eerste Wereldoorlog verloren waren gegaan, maar waar nog grote Duitstalige minderheden woonden. De heroverde gebieden zouden volgens het plan worden gegermaniseerd, door de daar geassimileerde Volksduitsers en verwante germaanse afstammelingen 'om te volken' tot ware Duitsers. Het tekort aan Duitse arbeidskrachten speelde daarbij ook een rol. Daarnaast werden ook Duitse kolonisten in de "Ostgebieten" gevestigd en "Fremdvölkische", niet-germaanse inwoners gedeporteerd.
Alleen oorspronkelijke Duitsers met niet al te veel vreemd bloed en die niet te veel waren geassimileerd in de vreemde cultuur kwamen in aanmerking om zich te laten omvolken. Voor Polen en later ook de andere bezette gebieden golden daarvoor criteria zoals vastgelegd in de Deutsche Volksliste. Als de Duitse herkomst niet meer was te achterhalen, moest gelet worden op geschikte raseigenschappen die wezen op Germaanse elementen en afstamming van Vikingen, Zweden of andere Noordische rassen.
In het Generalplan Ost stond dat de qua ras ongewenste delen van de Poolse bevolking verschroot, oftewel vernietigd, konden worden, omdat het "onwaarschijnlijk was om 14 miljoen vreemden binnen 30 jaar om te kunnen volken". Ook van de Tsjechen in het in 1938/1939 geannexeerde/heroverde Bohemen en Moravië kon het geschikte deel worden omgevolkt. Heinz Hermann Schubert betoogde in 1941 dat in de afgelopen eeuwen veel Duits bloed verloren was gegaan in het Poolse en Tsjechische volk.
In 1938 werd de term 'Omvolking' ook gebruikt met een negatieve connotatie ter aanduiding van het verschijnsel dat vreemdelingen de vrijgekomen plaatsen van de krimpende blanke Duitse bevolking zouden kunnen innemen. Deze laatste betekenis heeft gelijkenis met de hedendaagse anti-immigranten-retoriek van extreemrechts. Het is echter precies het omgekeerde van de eerdere betekenis van omvolking van Oost-Europa als deel van het Duitse Rijk, die tot doel had de 'ware' Duitse cultuur in buitenlandse gebieden te versterken.